# Libération de Kalamata
Guerre d'indépendance grecque
La libération de Kalamata a lieu le 23 mars 1821 lorsque les forces révolutionnaires irrégulières grecques prennent le contrôle de la ville après la reddition de la garnison ottomane, sans combat. Il s'agit de l'un des premiers événements de la guerre d'indépendance grecque. Kalamata est ainsi devenue la première grande ville à être libérée.

## Contexte
Dès les premiers jours de mars 1821, le sentiment révolutionnaire prévaut dans le Péloponnèse et cela inquiète les Ottomans, qui envoient leurs familles dans les forteresses voisines. Au même moment, le chef de l'armée de Kalamata, Suleiman Aga Arnaoutoglou, appelle les élites grecques locales pour leur faire part de ses inquiétudes quant aux rapports faisant état d'un soulèvement à venir.
Il est informé que la région est pillée par de dangereux brigands et que ses 150 gardes ottomans ne sont pas suffisants pour défendre la ville. On le persuade alors de demander l'aide des Maniotes et de leur bey, Petrobey. Au même moment, Papaphléssas, qui tire les ficelles dans le Péloponnèse, réussit à persuader Petrobey de jouer un rôle de premier plan dans le soulèvement.
Le plan est parfaitement mis au point par les Grecs, qui se montrent extrêmement persuasifs en amenant Suleiman Aga à demander l'aide de Petrobey. Le bey envoie 150 combattants expérimentés du Magne avec son fils Ilías Mavromichális (el), sous prétexte de protéger la ville des brigands. Après avoir gagné la confiance de l'aga, Ilías Mavromichális demande une aide supplémentaire du Magne car les rumeurs d'une invasion imminente de la ville vont croissant. En effet, l'aga demande des renforts à Petrobey. C'est le signal de l'attaque des rebelles grecs.

## Libération
Le 22 mars 1821, une force de 2 000 hommes armés, dirigée par Theódoros Kolokotrónis, resserre le siège autour de la ville en venant du sud-est et en occupant les collines environnantes.
Au même moment, Dimítrios Papatsónis (el) arrive avec un corps de plus de mille combattants messins, dont Mitropétrovas (el) et Panagiótis Kefálas (el), rejoignant les Maniotes de Petrobey  et les forces de Papaphléssas, Anagnostarás et Nikitarás.
Le matin du 23 mars 1821, les révolutionnaires messéniens occupent la ville. Les Ottomans se rendent sans combattre et Soliman aga remet la ville et l'armement turc aux révolutionnaires grecs. À midi du même jour, devant l'église byzantine des Saints-Apôtres de Kalamata, une doxologie est exécutée par 24 prêtres et moines.

## Conséquences
Peu après, l'un des premiers régiments tactiques est créé dans la ville sous le commandement du philhellène corse Joseph Balestra (el). Une réunion des chefs et des dirigeants locaux s'ensuit, au cours de laquelle il est décidé de former le Sénat de Messénie, un comité révolutionnaire qui est la première institution administrative des Grecs révoltés,.
Les Grecs commencent rapidement le siège des forteresses de Néokastro et de Monemvasia.

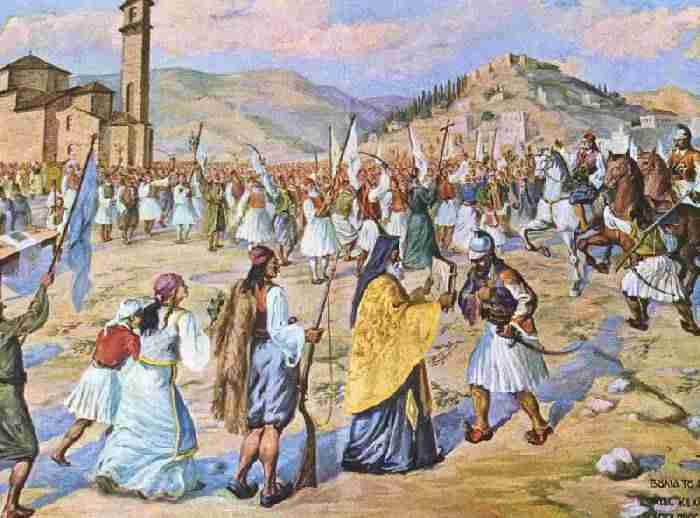
Représentation de la doxologie du 23 mars à Kalamata par le peintre Evángelos Drákos (Kalamata,).